# Japanagromyza trifida
Japanagromyza trifida este o specie de muște din genul Japanagromyza, familia Agromyzidae, descrisă de Spencer în anul 1962.
Este endemică în Vanuatu. Conform Catalogue of Life specia Japanagromyza trifida nu are subspecii cunoscute.